# Adam Wanke
Adam Wanke (ur. 24 grudnia 1906 we Lwowie, zm. 27 marca 1971 we Wrocławiu) – polski antropolog, wykładowca Uniwersytetu Wrocławskiego.

## Życiorys
Absolwent filozofii na Wydziale Matematyczno-Przyrodniczym Uniwersytetu Jana Kazimierza we Lwowie (1936), doktoryzował się w 1947, od 1954 był docentem, a od 1957 profesorem Uniwersytetu Wrocławskiego.
Od 1946 zatrudniony na Uniwersytecie Wrocławskim. W okresie reżimu stalinowskiego był represjonowany za swoje antykomunistyczne poglądy i skazany w 1950 roku na trzy lata więzienia. Wyszedł po dziewięciu miesiącach na skutek interwencji ówczesnego Rektora Uniwersytetu Wrocławskiego profesora Jana Mydlarskiego, jednak pracę na uczelni mógł podjąć dopiero po okresie „odwilży gomułkowskiej”. Pracował jako kierownik Zakładu Antropologii na UWr (1956–1971) i w PAN we Wrocławiu (1956–1965), a w latach 1965–1971 był przewodniczącym Komitetu Antropologii PAN. Był wykładowcą w Wyższej Szkole Wychowania Fizycznego we Wrocławiu i kierownikiem Pracowni Antropologicznej Szpitala Psychiatrycznego we Wrocławiu. Należał w latach 1959–1965 do Rady Głównej Szkolnictwa Wyższego; w 1965 zakładał, a następnie kierował jako prezes pracami Polskiego Towarzystwa Biometrycznego. Pełnił w latach 1955–1971 funkcję redaktora naczelnego Materiałów i Prac Antropologicznych.
Był uczniem i kontynuatorem szkoły antropologicznej Jana Czekanowskiego. Badał strukturę typologiczną i skład antropologiczny grup ludzkich, stworzył i rozwinął nowe metody badawcze: stochastycznej korelacji wielorakiej (1949/1950 rok) i punktów odniesienia (zwanej „metodą Wankego”, 1950 rok) oraz system typologii somatycznej człowieka. Autor 35 publikacji i jednej monografii.
Zmarł 27 marca 1971 roku we Wrocławiu i został pochowany na Cmentarzu Grabiszyńskim we Wrocławiu.

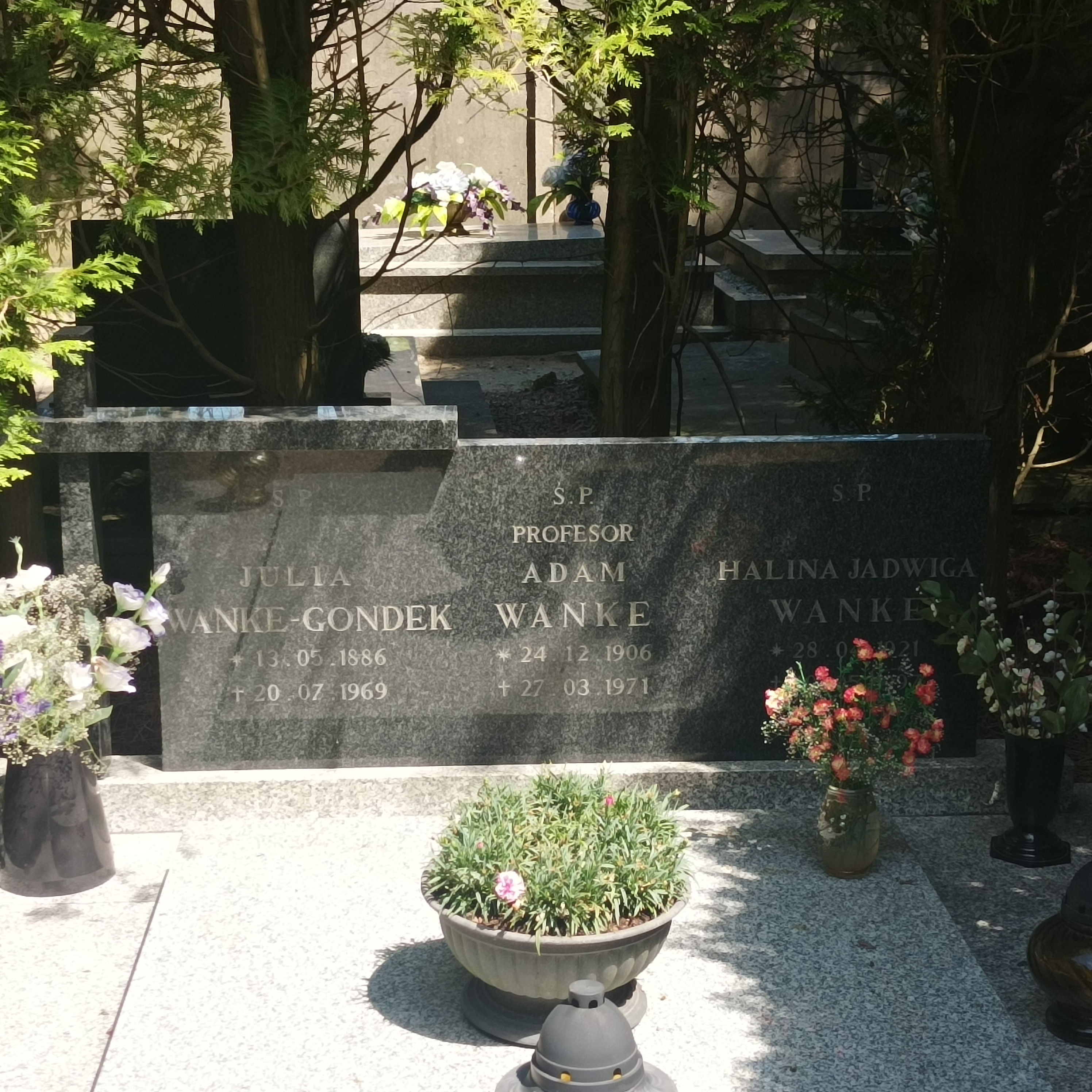
Grób prof. Adama Wankego na Cmentarzu Grabiszyńskim